# Noma (Florida)
Noma ist eine Stadt im Holmes County im US-Bundesstaat Florida.  Das U.S. Census Bureau hat bei der Volkszählung 2020 eine Einwohnerzahl von 208 ermittelt.

## Geographie
Noma liegt nahe der Grenze zu Alabama, grenzt im Westen direkt an die Stadt Esto und liegt rund 20 km nördlich von Bonifay. Tallahassee liegt etwa 160 km und Pensacola 180 km entfernt.

## Demographische Daten
Laut der Volkszählung 2010 verteilten sich die damaligen 211 Einwohner auf 130 Haushalte. Die Bevölkerungsdichte lag bei 75,4 Einw./km². 77,7 % der Bevölkerung bezeichneten sich als Weiße und 21,3 % als Afroamerikaner. 0,9 % gaben die Angehörigkeit zu mehreren Ethnien an.
Im Jahr 2010 lebten in 34,9 % aller Haushalte Kinder unter 18 Jahren sowie 25,6 % aller Haushalte Personen mit mindestens 65 Jahren. 69,8 % der Haushalte waren Familienhaushalte (bestehend aus verheirateten Paaren mit oder ohne Nachkommen bzw. einem Elternteil mit Nachkomme). Die durchschnittliche Größe eines Haushalts lag bei 2,45 Personen und die durchschnittliche Familiengröße bei 2,83 Personen.
26,5 % der Bevölkerung waren jünger als 20 Jahre, 20,5 % waren 20 bis 39 Jahre alt, 33,2 % waren 40 bis 59 Jahre alt und 19,9 % waren mindestens 60 Jahre alt. Das mittlere Alter betrug 41 Jahre. 45,5 % der Bevölkerung waren männlich und 54,5 % weiblich.
Das durchschnittliche Jahreseinkommen lag bei 21.827 $, dabei lebten 39,6 % der Bevölkerung unter der Armutsgrenze.
Im Jahr 2000 war Englisch die Muttersprache von 100 % der Bevölkerung.

## Verkehr
Noma wird von der Florida State Road 2 tangiert. Der Northwest Florida Beaches International Airport liegt rund 95 km südlich der Stadt.